# Sun Ke
Sun Ke (26 de agosto de 1989) é um futebolista profissional chinês que atua como meia.

## Carreira
Sun Ke representou a Seleção Chinesa de Futebol na Copa da Ásia de 2015.